# Euro numérique
 (mai 2025).
L'euro numérique est le projet de la Banque centrale européenne (BCE), décidé en juillet 2021, pour l'introduction possible d'une monnaie numérique de banque centrale. L'objectif est de concevoir un instrument de paiement électronique rapide et sécurisé qui compléterait l'euro pour les particuliers et les entreprises sous sa forme actuelle en espèces et dans les comptes bancaires, et qui serait émis par le Système européen de banques centrales de la zone euro. La phase d'étude s'étend d'octobre 2021 à octobre 2023 et prépare une décision sur l'introduction qui pourrait intervenir à l'horizon 2026-2027,,,,.

## Contexte
Fournir une monnaie sans risque pour les transactions des citoyens est une mission cruciale de l'Eurosystème, qui a été fournisseur de billets en euros depuis presque deux décennies. Malgré la prédominance de l'argent liquide comme moyen de paiement, l'évolution des technologies et l'aspiration croissante des consommateurs pour une immédiateté des transactions transforment la manière dont les citoyens européens effectuent leurs paiements. Cela se reflète dans le rôle grandissant des paiements électroniques rapides.
L'euro numérique serait introduit à côté de l'argent liquide, il ne le remplacerait pas. Ce serait son complément sous forme électronique,.
Dans le but de garantir aux consommateurs un accès illimité à la monnaie de la banque centrale qui correspond à leurs besoins à l'ère numérique, le Conseil des gouverneurs de la Banque centrale européenne prend la décision en 2020 d'accélérer les travaux sur l'introduction possible d'un euro numérique. Ce dernier, forme électronique de monnaie de banque centrale, serait accessible à tous les citoyens et entreprises.
En 2025, la désintermédiation bancaire est perçue comme une source de perte de revenus pour les banques. Elles appellent au développement d'un euro numérique, qui pourrait permettre un accès à l'euro pour ceux qui n'ont pas de compte bancaire.

## Enjeu
L'euro numérique répond à l'enjeu politique de ne pas être dépendant de solutions de paiement extra-européennes avec une solution paiement numérique universellement acceptée dans la zone euro.

## Fonctionnement et utilisation

### Attentes
En janvier 2021, la BCE dévoile les résultats de la consultation publique sur les avantages et la conception éventuelle d'un euro numérique,. La confidentialité et le respect de la vie privée sont perçus comme l'aspect le plus crucial de l'euro numérique pour les particuliers et professionnels. Les autres éléments clés recherchés incluent la sécurité, l'usage à travers la zone euro, l'absence de frais supplémentaires et l'utilisation possible sans Internet. Face à un choix entre un euro numérique hors ligne privé et un euro numérique en ligne avec des fonctionnalités avancées, les particuliers privilégient la confidentialité tandis que les professionnels optent pour une approche mixte.

### Fonctionnalités
En juin 2023, l'euro numérique, tel qu'envisagé par la Commission européenne par ses propositions législatives et par la Banque centrale européenne :
- fonctionnerait comme un portefeuille numérique, utilisable par les particuliers et les entreprises pour leurs transactions, à tout moment et dans toute la zone euro ;
- coexisterait avec les moyens de paiement privés nationaux et internationaux existants, tels que les cartes ou les applications ;
- serait accessible aussi bien en ligne qu'hors ligne, permettant ainsi d'effectuer également des paiements sans avoir accès à Internet ;
- permettrait d'effectuer des paiements et des transferts de fonds tout en garantissant un haut niveau de respect de la vie privée.

### Utilisation
En décembre 2022, le Conseil des paiements de détail en euros de la BCE identifiait trois types de services potentiels :
- les services essentiels qui incluent (1) l'ouverture, la tenue et la clôture d'un compte en euros numériques, (2) la connexion entre un compte euros non-numériques et un compte en euros numériques d'une même personne (3) l'alimentation et le retrait d'argent sur ce compte en euros numériques (4) les opérations de paiements simples (initiation, authentification et notifications de confirmation ou de refus)[12]. Cet ensemble de services serait nécessaire pour permettre le lancement d'un euro numérique répondant aux cas d'utilisation identifiés comme prioritaires. Leur fourniture serait obligatoire pour les intermédiaires financiers supervisés par la BCE et gratuite[12].
- les services optionnels tels que les paiements récurrents ou les paiements à l'usage pré-autorisés[12]. Tout comme les services essentiels, l'élaboration et la mise à disposition de ces services seraient soutenus par l'Eurosystème, mais leur fourniture par les intermédiaires financiers serait optionnelle[12].
- les services à valeur ajoutée, tels que les remboursements automatiques, les paiements conditionnels par type de payeur et/ou par biens/services sous-jacents, les paiements fractionnés[12]. Contrairement aux services essentiels et aux services optionnels, le développement et sa fourniture de ces services à valeur ajouté seraient entièrement conçus et gérés par les intermédiaires financiers[12].

### Mise en circulation
L'Eurosystème devrait rendre sa décision d'ici fin 2023, avec une mise en circulation probable de l'euro numérique en 2026 ou 2027.

## Histoire

### Préparatifs en vue de l'introduction éventuelle
Le 2 octobre 2020, la BCE publie un rapport décrivant l'introduction d'un euro numérique du point de vue de l'Eurosystème,. Depuis 2020, plusieurs projets sont lancés en collaboration avec la Banque européenne d'investissement (BEI) pour tester l'émission, le contrôle et le transfert de monnaie numérique de banque centrale, ainsi que des jetons de titres et des contrats intelligents sur une blockchain.
À la suite d'une planification préliminaire et de la présentation des résultats d'une consultation publique début 2021, la Banque centrale européenne (BCE) décide en juillet 2021 de lancer un projet d'euro numérique pour préparer l'introduction éventuelle. Aucun obstacle technique n'est identifié lors de la planification préliminaire. La recherche, qui devrait se poursuivre jusqu'à l'automne 2023, vise à faire la lumière sur la distribution aux commerçants et aux citoyens, l'impact sur les marchés et la législation européenne nécessaire. Aucune décision préliminaire n'a donc été prise sur l'introduction de l'euro numérique.
En septembre 2022, la BCE annonce une collaboration avec cinq entreprises (Amazon, CaixaBank, Worldline, European Payments Initiative et Nexi) pour développer des interfaces utilisateur potentielles pour l'euro numérique.
Le premier rapport Progrès dans la phase d'investigation d'un euro numérique est publié par la BCE en septembre 2022.
S'exprimant lors de la conférence Vers un cadre législatif permettant un euro numérique pour les citoyens et les entreprises qui s'est tenue à Bruxelles début novembre 2022, Christine Lagarde, présidente de la Banque centrale européenne, rappelle que l'euro numérique n'est pas un projet autonome limité au domaine des paiements. Il s'agit plutôt d'une initiative transversale et véritablement européenne qui a le potentiel d'avoir un impact sur la société dans son ensemble.
En décembre 2022, la BCE publie le deuxième rapport d'étape sur la phase d'enquête,.
En janvier 2023, la BCE invite des experts du domaine des paiements et de la finance à manifester leur intérêt à contribuer à l'élaboration d'un ensemble de règles pour l'euro numérique.
En mai 2023, la BCE publie les résultats d'une étude sur la mise en place d'un euro numérique, montrant qu'il y a assez de fournisseurs en Europe capables de développer de telles solutions. Le prototypage a examiné l'intégration de cinq interfaces utilisateur dans un système de règlement, démontrant qu'il serait possible d'intégrer un euro numérique dans le système de paiement actuel, en ligne et hors ligne. Toutefois, il reste à déterminer si une solution hors ligne peut être mise en œuvre à court ou moyen terme avec la technologie existante.
En juin 2023, la Commission européenne dévoile son projet de réglement européen sur la monnaie unique, comportant deux propositions législatives : la première se rapporte au cadre juridique pour une possible mise en place d'un euro numérique, tandis que la seconde traite de la valeur légale de l'euro physique sous forme de billets et pièces,.
La BCE publie en juillet 2023 son quatrième rapport d'étape sur la phase d'investigation d'un euro numérique, en précisant que l'Eurosystème estime qu'un euro numérique devrait offrir des services essentiels aux citoyens gratuitement, reflétant son statut de bien public et conforme à l'expérience des utilisateurs avec l'argent liquide.
En septembre 2023, des membres du parlement européen, eurodéputés, critiquent le concept d'euro numérique[pourquoi ?].
En décembre 2024, la BCE publie son second progress report sur le projet d'euro numérique, détaillant les avancements réalisés entre mai et octobre 2024. Sur cette période, le Rulebook Development Group (RDG) achève une revue de la proposition initiale du rulebook, relative à environ 2 500 commentaires. En conséquences, sept nouveau workstreams[Quoi ?] (sortes d'axes de travail) RDG  sont initiés pour se focaliser sur des domaines critiques tels que les normes d'expérience utilisateur minimum, la gestion du risque, et les  spécifications d'implémentation. Ces efforts visent à raffiner le contexte technique de l'euro numérique, pour répondre aux objectifs de l'Eurosystème et s'aligner avec des développements législatifs dans l'Union européenne.
Le 31 janvier 2025, la présidente de la BCE Christine Lagarde et la présidente de la Commission européenne Ursula von der Leyen publient une page de journal destinée à accueillir les articles d'opinion dans laquelle elles citent le projet d'euro numérique comme participant à l'effort pour garder l'Europe en avance sur les technologies de paiement numériques.

## Opinions sur l'éventuelle introduction

### Eurogroupe
Pour Paschal Donohoe, président de l'Eurogroupe, un organe des ministres des finances des États membres de la zone euro, le projet d'euro numérique consiste à maintenir le lien entre les citoyens et la monnaie de banque centrale : en tant que monnaie de banque centrale, l'euro numérique serait convertible un à un en billets de banque en euros.
Contrairement à l'industrie, l'Eurogroupe ne souhaite pas que l'euro numérique soit doté de fonctions supplémentaires,.

### Commission européenne
En juin 2023, la Commission européenne propose dans un projet de règlement sur l'introduction de l'euro numérique qu'un euro numérique soit mis à disposition comme monnaie légale non seulement pour les banques, mais surtout pour le grand public. La Commission souhaite concevoir le traitement des transactions numériques en euros de manière que ni la Banque centrale européenne ni les banques centrales nationales ne puissent attribuer des données à un utilisateur numérique identifié ou identifiable,,,.

### Banque centrale européenne
Selon Christine Lagarde, « un euro numérique créerait des synergies avec les solutions de paiement privées et contribuerait à un système de paiement européen plus innovant, compétitif et résilient. En servant de force unificatrice dans les économies numériques de l'Europe, un euro numérique serait également un emblème du processus continu d'intégration européenne ».

### Banque de France
Selon François Villeroy de Galhau, gouverneur de la Banque de France, la création d’une monnaie numérique de banque centrale est un « puissant levier d'affirmation de notre souveraineté face aux initiatives privées du type Diem, anciennement Libra ».

### Banque fédérale d'Allemagne
En juillet 2022, Burkhard Balz, membre du directoire de la banque fédérale d'Allemagne, considère l'euro numérique notamment comme un moyen de renforcer la souveraineté européenne en matière de paiements. Selon lui, l'euro numérique pourrait être conçu pour prendre en charge des paiements programmables dans un environnement hautement automatisé.

### Banque d'Espagne
En novembre 2023, Miguel Fernández Ordóñez, ancien directeur de la Banque d'Espagne, exprime son opinion sur l'impact potentiel de l'euro numérique (CBDC) sur la stabilité bancaire lors d'une audience au Parlement Européen. Selon lui, l'introduction de l'euro numérique pourrait contribuer à mettre fin aux crises bancaires. Il a souligné que les euros numériques sont des euros réels, contrairement aux dépôts bancaires qui ne sont que des promesses de paiement en euros. Cette distinction est cruciale car en cas de défaillance des banques à tenir ces promesses, des crises peuvent survenir.

### Comité européen de la protection des données
En juin 2021, le Comité européen de la protection des données (CEPD) encourage la Banque centrale européenne à envisager un futur euro numérique qui offre des garanties de confidentialité comparables à celles des transactions en espèces, qui sont le moyen de paiement le plus protecteur de la vie privée.
En octobre 2022, le CEPD a mis l'accent sur trois points principaux, :
- la BCE devrait prioriser la création d'un portefeuille électronique permettant l'utilisation de l'euro numérique hors ligne, facilitant ainsi les paiements pair-à-pair, plutôt que de l'envisager comme une fonctionnalité ultérieure ;
- pour prévenir un suivi systématique des transactions, un seuil de confidentialité, valable aussi bien pour les utilisations en ligne qu'hors ligne, devrait être instauré. Sous ce seuil, les données de transaction seraient stockées uniquement sur le terminal de l'utilisateur sans traçage par l'Eurosystème ou les intermédiaires ;
- pour maintenir un équilibre entre la protection de la vie privée et des données, et la lutte contre le blanchiment d'argent et le financement du terrorisme, un cadre juridique spécifique à l'euro numérique doit être intégré dans le droit européen.